# Juliano el Apóstata
Flavio Claudio Juliano (en latín: Flavius Claudius Iulianus; Constantinopla, 331 o 332 - Samarra, 26 de junio de 363), conocido como Juliano II o, como fue apodado por los cristianos, «Juliano el Apóstata», fue un filósofo y emperador romano desde el 3 de noviembre de 361 hasta su muerte. Su rechazo al cristianismo y su intento de restauración del culto romano tradicional basándolo en el helenismo neoplatónico, llevaron a que fuera considerado apóstata en la tradición cristiana. A pesar de su corto reinado, el de Juliano es uno de los más controvertidos y polémicos de la historia del Imperio romano. «Fue, después de Marco Aurelio, el único emperador filósofo».
Hijo de un hermanastro de Constantino el Grande, fue, junto con su hermano Galo, el único superviviente de la purga que acabó con los familiares de su dinastía en 337. Tras pasar su infancia y juventud apartado del poder, su primo Constancio II lo nombró César de la pars occidentalis en 355, menos de un año después de la ejecución de su hermano, que también ostentaba la dignidad de César. Constancio le encargó rechazar la invasión germánica de la Galia, tarea que realizó con gran efectividad.
En 361 fue proclamado por el Ejército de la Galia Augusto, lo que condujo a la guerra civil. Sin embargo, la repentina muerte de su primo Constancio II lo convirtió en emperador único antes de que se rompieran las hostilidades. Renegó entonces públicamente del cristianismo, declarándose «heleno», motivo por el cual fue tratado como apóstata por los cristianos. Juliano depuró a los miembros del gobierno de su primo y llevó a cabo una activa política religiosa, tratando de restaurar la religión romana y de «contener» la expansión del cristianismo, pero fracasó por la corta duración de su reinado. Asimismo, intentó revivir las costumbres republicanas del principado, se negó a asumir el título de dominus, como había sido corriente en la dinastía constantiniana, adoptando el título de cónsul, y emprendió un proyecto para la construcción del Tercer templo de Jerusalén, lo cual le valió el apoyo de los judíos dispersos por el imperio, a quienes se les permitió congregarse en el monte sacro tras el exilio impuesto por sus antecesores, lo cual generó una mayor animosidad por parte de los cristianos.
En su último año de reinado, emprendió una infructuosa campaña contra el Imperio sasánida. Descartada la toma de su capital, Ctesifonte, emprendió una marcha por tierra quemada, mientras trataba de unirse al resto de las fuerzas romanas comandadas por Procopio, que culminó con su muerte en una escaramuza. Su fin fue asimismo el de la dinastía constantiniana.
Juliano fue el último gobernante no cristiano del Imperio romano. Creía que era necesario restaurar los antiguos valores y tradiciones romanas del Imperio para salvarlo de la disolución. Depuró la pesada burocracia estatal y trató de revivir las prácticas religiosas tradicionales romanas a expensas del cristianismo. Su intento de construir un Tercer Templo en Jerusalén probablemente pretendía perjudicar al cristianismo más que complacer a los judíos. Juliano también prohibió a los cristianos enseñar y aprender textos clásicos. Los cristianos consideraron su reinado igual al período de las persecuciones y durante siglos Juliano fue calificado como el enemigo del cristianismo. Siguiendo esta misma línea interpretativa, Theodor Mommsen ha afirmado que Juliano intentó «retrasar el reloj de la historia universal y propiciar al agonizante paganismo una vez más la asunción del poder». Sin embargo, en el siglo XVIII, los ilustrados, con Voltaire al frente —quien afirmó que el apelativo más apropiado para Juliano debería haber sido «el restaurador» de la religión romana—, lo consideraron como un héroe precursor del librepensamiento.
Entre los dos extremos (cristiano e ilustrado), los historiadores actuales sostienen una posición más matizada. Según Peter Brown, contradiciendo a Mommsen, la «“reacción pagana” del reinado de Juliano se hallaba muy lejos de ser un esfuerzo romántico para retrasar el reloj hasta los días de Marco Aurelio». Para Claire Sotinel, «su hostilidad hacia los cristianos no tuvo las dimensiones de una persecución sistemática y sus efectos fueron todavía menores por la brevedad de un reinado de menos de tres años. Estudios recientes, en particular en Francia los trabajos de Jean Bouffartigue [autor de L'Empereur Julien et la culture de son temps, París 1992], han puesto en evidencia la complejidad de su personalidad, la ambigüedad de su política y, en muchos aspectos, su carácter conservador y autoritario». Por su parte Ramón Teja ha señalado que el pensamiento y la política de Juliano «es fiel reflejo de este periodo de la historia que denominamos Antigüedad tardía o Imperio cristiano, que conoció una de las más profundas transformaciones que ha experimentado la historia de lo que denominamos la Cultura de Occidente».

## Biografía

### Nacimiento
La fecha real de su nacimiento (en Constantinopla) se desconoce y las estimaciones propuestas son a lo largo del año 331, o de mayo a junio de 332, aunque actualmente se acepta más la primera. Juliano fue hijo de Julio Constancio, hermanastro del emperador Constantino I, y su segunda esposa, Basilina. Sus abuelos paternos fueron el emperador Constancio Cloro (que gobernó durante la tetrarquía) y su segunda esposa, Flavia Maximiana Teodora, a su vez hijastra del emperador Maximiano (Constantino era hijo de la primera esposa de Constancio Cloro, Helena). Todos ellos formaban la dinastía constantiniana.

### Infancia y juventud
Juliano tenía seis años cuando, tras la muerte en 337 de su tío, el emperador Constantino, nueve miembros de su familia, incluido su propio padre Julio Constancio, fueron asesinados por los soldados fieles a los tres hijos del emperador fallecido ―Constantino II, Constancio II y Constante—, que de esta forma se aseguraban el ascenso al trono sin rivales y también fue asesinado el prefecto del pretorio Ablabio. Solo se libraron de la muerte, posiblemente debido a su corta edad, Juliano y su hermanastro Constancio Galo, que tenía entonces doce años y que estaba gravemente enfermo.
Juliano en su Epístola a los atenienses, escrita poco después de acceder al trono, relató así lo sucedido, señalando como principal responsable a Constancio II:

Seis de mis primos, que eran también suyos, y mi propio padre, que era su tío, así como otro tío que compartíamos de parte de padre, y mi hermano mayor [cuyo nombre se desconoce], fueron ejecutados sin previo juicio. [...] En cuanto a mí y a mi hermano [Constancio Galo], quiso matarnos, pero en su lugar impuso el exilio.

Por orden de Constancio II, Juliano fue confiado al obispo arriano Eusebio de Nicomedia, un personaje muy influyente en la corte de Constantino. En Nicomedia pasó cinco años en la propiedad de su abuela materna Flavia Maximiana Teodora y allí recibió las enseñanzas del antiguo preceptor de su madre Basilina —de origen griego, concretamente de Bitinia—, que era un gran admirador de Homero y de Hesíodo y que le transmitió el gusto por la cultura griega y helenística. Juliano recordará estos años con gran cariño, recalcando que desde la propiedad de su abuela (que le dejaría en herencia) se podía ver Constantinopla a lo lejos.
A la edad de 11 años fue conducido a Macellum, una propiedad imperial cercana a Cesarea de Capadocia —lo que Juliano interpretó como un cruel exilio—. Allí se encontró con su hermanastro Constancio Galo, que había sido exiliado a Tralles y con el que parece que no estaba muy unido, y de nuevo fue puesto bajo la autoridad del obispo, también arriano y cercano al poder imperial. Tanto Juliano como Galo estuvieron siempre bajo estricta vigilancia. Se supone que fue durante su estancia allí cuando Juliano recibió la educación cristiana. De hecho Gregorio Nacianceno, que fue condiscípulo de Juliano en Atenas, relata que los dos hermanos levantaron un monumento a un mártir cristiano local.

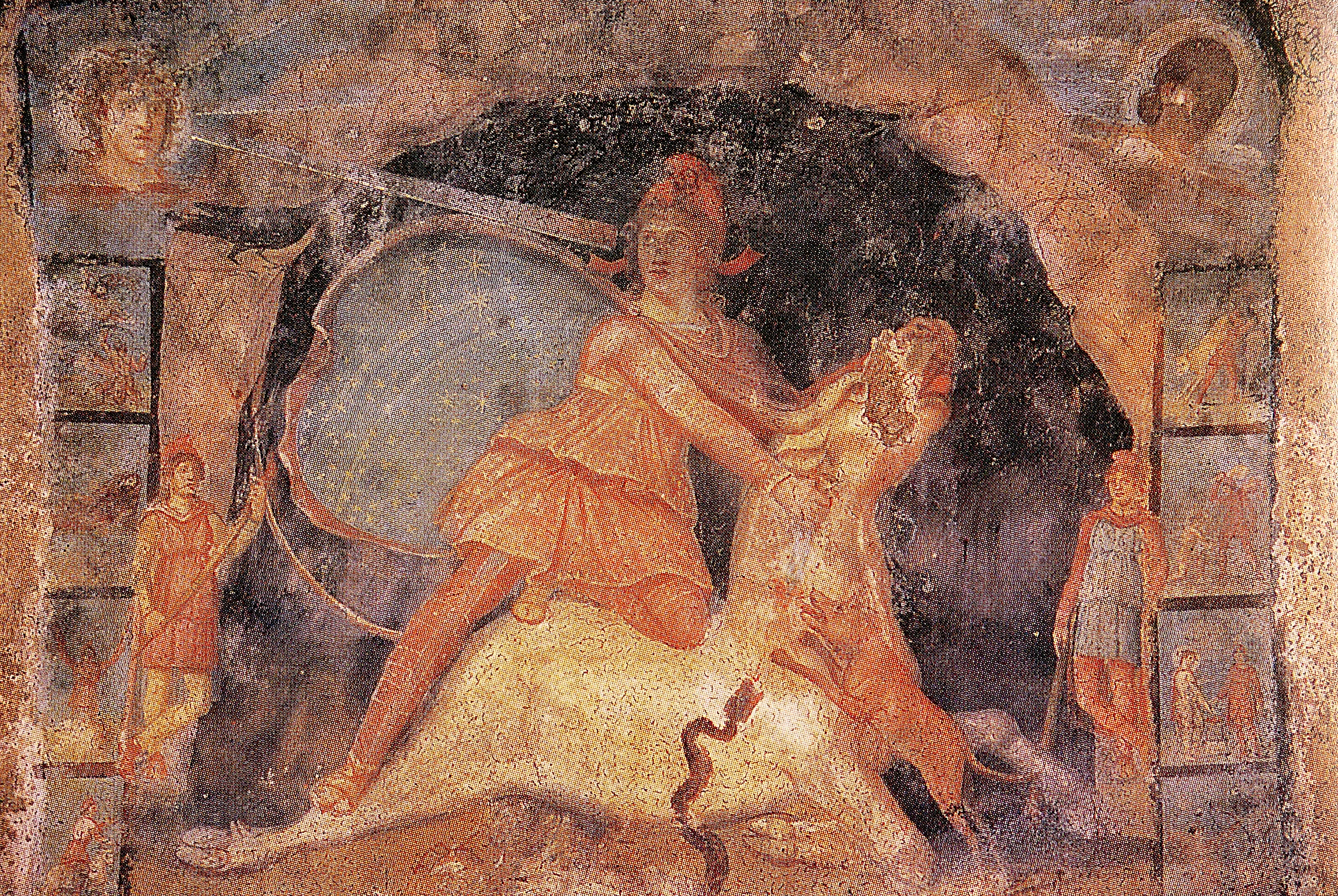
Fresco que representa a Mitra sacrificando al toro. En su juventud Juliano fue iniciado en los misterios de Mitra.

En el año 348 a Juliano, con diecisiete años, se le permitió abandonar Macellum para ir a Constantinopla, lo que sintió como una liberación, mientras que su hermanastro Constancio Galo era elevado al rango de César por Constancio II. En la capital continuó con sus estudios de retórica y filosofía y con su pasión por Homero hasta que en 351 volvió a Nicomedia para heredar la propiedad de su abuela y allí frecuentó a numerosos estudiosos de la religión tradicional romana y sobre todo descubrió la filosofía neoplatónica a la que se adhirió. Viajó a Pérgamo para conocer a Edesio, sucesor directo de Jámblico, que había sido maestro del neoplatonismo. Por recomendación de Edesio marchó a Éfeso para recibir las enseñanzas de Máximo, que le inició, según Luis Agustín García Moreno, «en la pujante corriente neoplatónica más afín a las prácticas teúrgicas y místicas, que se había convertido en el gran bastión del paganismo de las elites cultas». También conoció entonces los misterios de Mitra. A su vuelta a Nicomedia reunió en torno suyo un grupo de rétores, poetas y filósofos «helenos», nombre que utilizará Juliano para referirse a los que los cristianos llaman «paganos». Algunos años después se fue a estudiar a Atenas, la cuna de la filosofía griega, donde estuvo poco tiempo porque en 355 fue llamado por el emperador Constancio II, quien le otorgó el título de César y lo envió a la Galia para que se pusiera al frente del ejército que combatía a los germanos en el limes del Rin. Sin embargo, Juliano ocultó su conversión pagana hasta bastantes años después, tras su abierta rebelión contra Constancio.

### El ascenso al poder
En 355, al año siguiente de que su hermanastro Constancio Galo —nombrado César en 351— fuera ejecutado por orden de Constancio II, Juliano fue llamado por este a Mediolanum y allí el emperador le otorgó el cargo de César de la parte occidental del Imperio —decisión en la que al parecer influyó la emperatriz Eusebia— y lo casó con su hermana Helena (de ese matrimonio nacería un varón que murió al poco de nacer y más tarde Helena sufrió un aborto; Amiano Marcelino culpó de los dos hechos a la emperatriz Eusebia que habría actuado en connivencia con la comadrona). Inmediatamente Juliano, que entonces contaba con 24 años y carecía de experiencia militar, marchó a la Galia en dirección a Vienna (la actual ciudad francesa de Vienne) y durante el camino recibió la noticia de que Colonia Claudia Ara Agrippinensium (la actual ciudad alemana de Colonia, a las orillas del Rin) había caído en manos de los francos. Juliano iba acompañado por un grupo de funcionarios y de oficiales nombrados directamente por el emperador Constancio que desconfiaba de él debido a su inexperiencia.

Limes del Rin en el.

En el momento en que Juliano llegó a la Galia, a finales del año 355, gran parte del limes del Rin había sido desbordado y los pueblos germánicos, francos y alamanes principalmente, se habían apoderado de más de cuarenta ciudades. En la primavera del año siguiente inició la campaña militar dirigiéndose desde Vienna a Augustodonum (la actual Autun) que había sido atacada por los alamanes y a donde llegó el 24 de junio. Desde allí se dirigió hacia el norte pasando frente a Autissiodorum (la actual Auxerre) y Augustobona Tricassium (la actual Troyes). En esta última ciudad sus habitantes le negaron inicialmente la entrada porque dudaron de que Juliano fuera el César que decía ser. Finalmente concentró el grueso de sus fuerzas más al norte en Durocortorum (la actual Reims). Durante toda la marcha no se había producido ningún enfrentamiento importante, sino únicamente algunas escaramuzas.

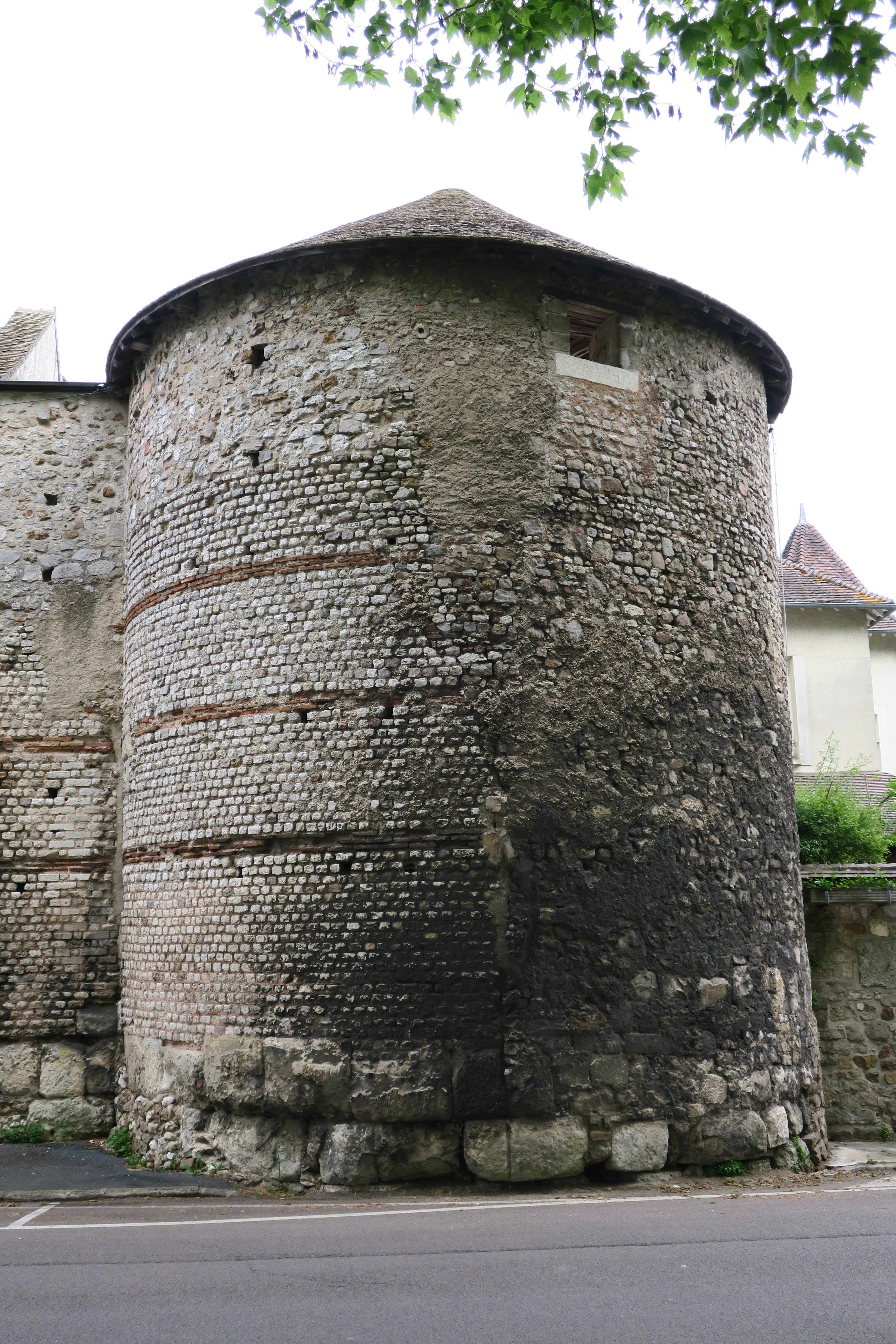
Torre de la muralla romana de Agedincum (la actual Sens), donde pasó Juliano el invierno de 356-357. La fortaleza de esta muralla fue clave para que los alamanes levantaran el cerco de la ciudad después de un mes de asedio (enero de 357).

Desde Durocortorum giró hacia el este en dirección al Rin, y allí se encontró con un territorio dominado por los germanos y en el que las ciudades romanas se hallaban todas ellas asediadas y aisladas. Juliano inició una ofensiva y consiguió derrotarlos frente a Brotomagus (la actual Brumath), victoria que le permitió recuperar Colonia Claudia Ara Agrippinensium, que había estado en poder de los francos. Entonces volvió al oeste para invernar en Agedincum (la actual Sens). Pero allí tuvo que sufrir el asedio de un contingente de alamanes durante todo el mes de enero de 357. Estos finalmente desistieron porque las murallas de la ciudad aguantaron sus ataques. Sigue sorprendiendo que el magister equitum Marcelo, acantonado en las inmediaciones no acudiera en auxilio de los asediados. Lo cierto fue que más tarde sería relevado del mando.
Al llegar la primavera Constancio II envió refuerzos desde Italia. Unos 25 000 hombres comandados por el magister peditum Barbacio, pero las relaciones de este con Juliano fueron bastante tensas —teniendo en cuenta además que las fuerzas bajo el mando directo de Juliano, unos 13 000 hombres, eran la mitad que las de Barbacio—. Para eliminar definitivamente la amenaza alamana, Juliano planteó realizar un movimiento de pinza entre los dos ejércitos, pero Barbacio no se mostró muy dispuesto a colaborar. El escritor Amiano Marcelino lo acusará de socavar intencionadamente a Juliano «sin que sepamos en nuestros días si realizaba tales acciones criminales movido por su vanidad y su locura, o bien llevado por la confianza de estar obedeciendo órdenes del príncipe [Constancio II]». Pero lo cierto fue que, a pesar de ser superior en número, el ejército de Barbacio fue derrotado por los alamanes y se batió en retirada siendo perseguido hasta Augusta Raurica (la actual Augst). La iniciativa pasó entonces a los alamanes que se propusieron aniquilar al otro ejército romano, mucho menos numeroso, al mando de Juliano, que se había fortificado en Tres Tabernae (actual Saverne), muy cerca de Argentoratum (la actual Estrasburgo). Así relató Amiano Marcelino la situación en que se encontraba Juliano tras la derrota de Barbacio:

Chonodomario y Vestralpio, así como Urio y Ursicinio, además de Serapión, Sumario y Hortario, reunieron a todas sus fuerzas y, dando orden para que retumbaran los sones de guerra, llegaron hasta la ciudad de Estrasburgo, convencidos de que el césar se habría retirado por temor a una situación de extremo peligro, cuando lo cierto es que Juliano seguía ocupado reforzando las defensas [en Tres Tabernae].

Los alamanes contaban, según las fuentes, con 35 000 hombres, pero los historiadores actuales la consideran una cifra excesiva y la rebajan a unos 20 000, mientras que el ejército de Juliano contaba con 13 000. Tras rechazar a los emisarios alamanes Juliano ordenó a sus hombres avanzar desde Tres Tabernae hacia Argentoratum y al noreste de esta ciudad, en las cercanías de la población moderna de Oberhausbergen, tuvo lugar la batalla decisiva, conocida en la actualidad como la batalla de Estrasburgo. La victoria fue para el ejército de Juliano y los alamanes se retiraron en desbandada —muchos perecieron al tratar de cruzar el Rin a nado y Chonodomario fue hecho prisionero y enviado a Roma donde permanecería en cautiverio el resto de su vida—. Así relató Amiano Marcelino la batalla:

Pero tal era el encarnizamiento, que se llegó a la lucha cuerpo a cuerpo y los escudos chocaban entre sí mientras el cielo resonaba con los gritos espantosos de los vencedores y de los que caían. [...] Los bárbaros que aún se mantenían en pie tenían que ocupar el lugar de los muertos y, de tanto escuchar los continuos gemidos de los caídos, se detenían llenos de pavor. Finalmente, agotados por tantas calamidades y buscando con su lucha ya tan solo una posibilidad de huir...

Como ha señalado Simon MacDowall, «Roma no tendía a ser magnánima en el triunfo y tampoco Juliano. Cruzó el Rin y persiguió a los fugitivos, quemando aldeas y masacrando a sus habitantes hasta que resultaran intimidados de tal manera que nunca se atrevieran a volver a violar la frontera. Esta operación de limpieza requirió de dos años, al término de los cuales la frontera había quedado restaurada y la reputación de Juliano, entre sus tropas, era inmejorable. En torno a 360, la Galia ya había quedado asegurada». En 358 había dirigido una expedición victoriosa contra los francos del bajo Rin (actual Bélgica) y «pudo así restablecer las defensas romanas, sobre todo con nuevos fortines levantados en el curso inferior del Mosa y el reforzamiento de la flota de avituallamiento procedente de Britania. En el verano siguiente, Juliano penetró en territorio germánico desde Mogontiacum (actual Maguncia) sin encontrar excesiva resistencia».
Durante su misión en la Galia, Juliano no solo demostró ser un jefe militar notablemente competente, sino que puso en marcha una «reforma fiscal excepcional por su amplitud y su eficacia», ha señalado Claire Sotinel. También luchó contra la corrupción de los gobernantes, lo que le atrajo la simpatía de los habitantes de la provincia, aunque también el odio de los corruptos. El historiador Amiano Marcelino, que acompañó a Juliano durante ese tiempo, resaltó el carácter moderado de este. El joven César prohibió que se sirvieran platos suntuarios en los banquetes, alimentándose él mismo del rancho de los soldados. Dormía poco y, cuando terminaba de atender los asuntos del estado, se dedicaba al cultivo de la filosofía, la poética y la retórica.
Durante esos cinco años, «Juliano cultivó la convicción de que debía a la protección de los dioses, sobre todo la de Júpiter y la de Mitra, sus notables éxitos militares, la eficacia de su gobierno y su popularidad entre los provinciales», hasta el punto de que «cuando sus tropas le proclamaron emperador en febrero de 360, aceptó porque vio en ese hecho signos religiosos» ha afirmado Claire Sotinel.

### El trono imperial

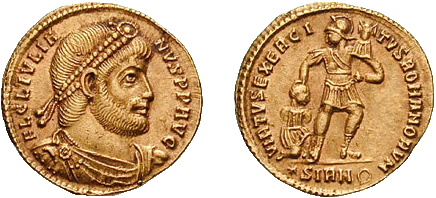
Sólido de Juliano, acuñado en Sirmium. Rompe con la tradición constantiniana, al estar representado con barba, siguiendo el modelo de Marco Aurelio (también es la barba de los filósofos). Lleva la diadema de perlas y joyas y la toga militar sobre la coraza. En el reverso un soldado sostiene el trofeo sobre el hombro izquierdo y coloca la mano derecha sobre la cabeza del cautivo arrodillado.

El éxito militar y político de Juliano en la Galia alimentó las tensiones con el emperador Constancio II. «A medida que pasaba el tiempo y aumentaban sus éxitos, el césar Juliano iba sintiéndose más molesto con una situación que consideraba de injusta subordinación, falta de autonomía y asfixiante vigilancia por parte de unos funcionarios colocados por Constancio... Por otro lado, sus recientes éxitos militares le habían hecho pensar que tenía un brillante destino bajo la protección de sus dioses paganos. [...] En esta conjunción de ambiciones y sentimientos personales y de conflictos institucionales y políticos parecía inevitable una salida de fuerza por parte de Juliano», ha afirmado Luis Agustín García Moreno.
La chispa que encendió finalmente el conflicto entre Juliano y Constancio fue la orden de este último de principios de 360 de que una parte de las tropas de Juliano, no menos de un tercio, fueran transferidas a la frontera oriental para combatir a los persas. Entonces el ejército de la Galia, opuesto al traslado —muchos soldados habían sido reclutados localmente con el compromiso de que no combatirían en lugares lejanos—, se sublevó y proclamó Augusto a Juliano en Lutecia (la actual París) en la primavera del año 360, levantándolo sobre un escudo a la usanza gala. Se desconoce hasta qué punto Juliano explotó personalmente el descontento de las tropas en su favor. Poco después moría Helena, la esposa de Juliano, y su cuerpo era trasladado al mausoleo de su hermana Constantina en Roma.

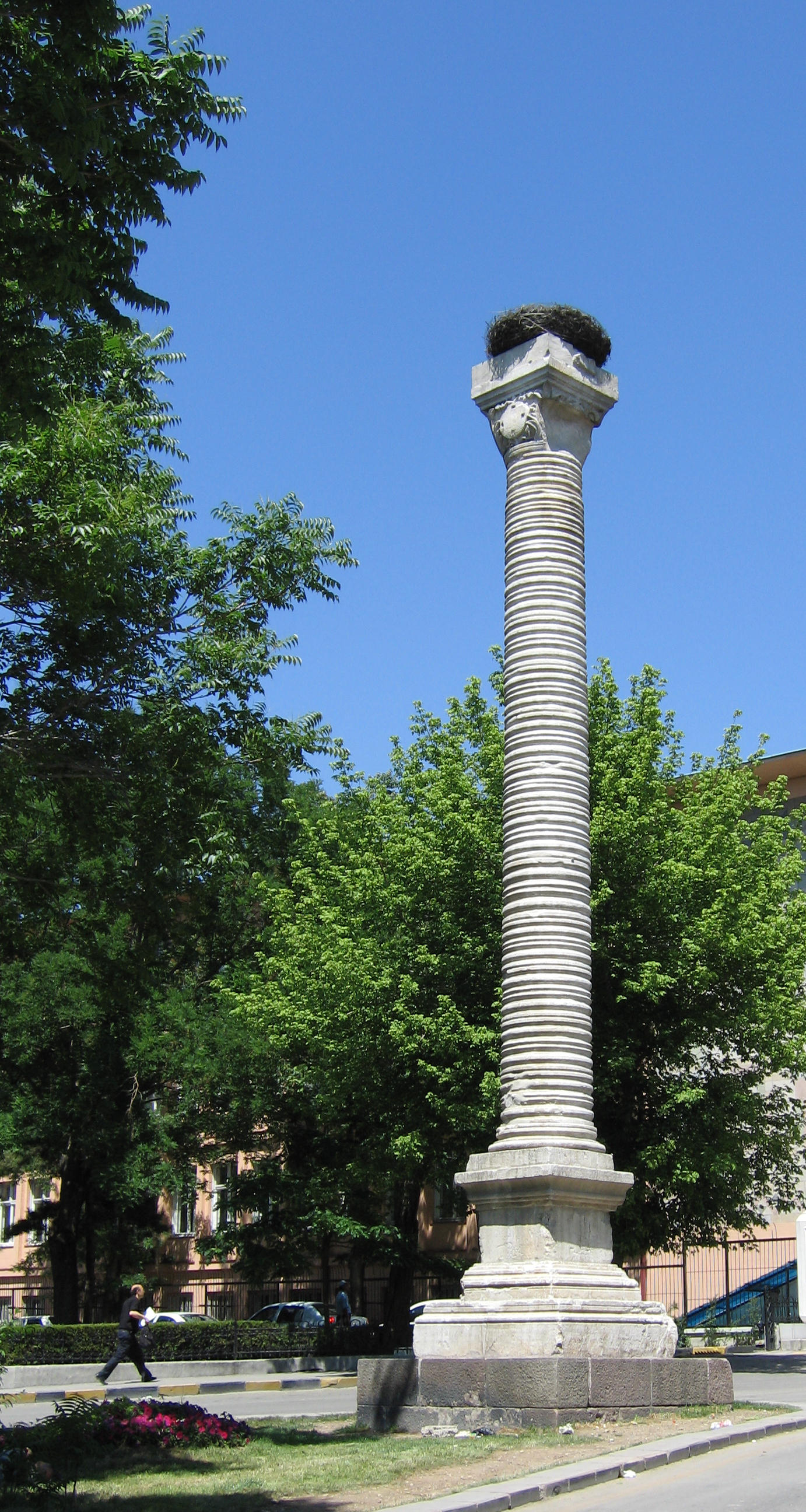
Columna de Juliano en Angora, erigida en conmemoración de su paso por la ciudad en 362.

La negativa de Constancio a admitir la proclamación de Juliano como Augusto —a pesar de la carta amistosa que Juliano le envió comunicándole que se había visto forzado a ello, aunque sin mostrar ninguna intención de renunciar a su nueva dignidad— hizo que el choque entre ambos fuera inevitable. Tras realizar una nueva incursión contra los francos y los alamanes al otro lado del Rin, Juliano partió con su ejército hacia Oriente en la primavera de 361, pero el enfrentamiento con Constancio no llegó a producirse porque en noviembre de ese año este murió de unas fiebres cerca de Tarso (Asia Menor) cuando se preparaba con su ejército para acabar con el «usurpador». Juliano se encontraba en Naiso (actual Niš) cuando recibió la noticia y para afianzar su legitimidad difundió la noticia, que sería recogida por su amigo el escritor Amiano Marcelino, de que Constancio en su lecho de muerte le había nombrado como su sucesor. Además hizo conducir el cuerpo de Constancio a Constantinopla para ser enterrado en la iglesia de los Santos Apóstoles, sepulcro de su padre, el emperador Constantino, y donde también estaba enterrada la emperatriz Eusebia que había muerto el año anterior. «De esta manera legitimó su poder y, no obstante la furibunda propaganda contra Constancio de un momento antes, honró la memoria de su antecesor, ganándose así la pronta aceptación del ejército y las provincias orientales», ha señalado Luis Agustín García Moreno. Este mismo historiador indica que durante el camino ya había conseguido la de las provincias occidentales y el apoyo de la aristocracia senatorial romana.
Sin embargo, como también ha señalado García Moreno, «el primer acto del nuevo emperador fue todo un símbolo. Llegados a Constantinopla a finales del año 361 procedió al nombramiento de una comisión depuradora de los consejeros de Constancio, compuesta mayoritariamente por militares. Los llamados juicios de Calcedonia, por el lugar de su celebración, dieron buena cuenta de la predilección de Constancio por los civiles. De esta forma, Juliano se libraba de la tutela burocrática...». Este hecho también ha sido destacado por Claire Sotinel: Juliano «purgó el entorno imperial de todos de los que sospechaba que le eran hostiles» y «se rodeó de hombres fieles que le habían acompañado en la Galia o de personas con las que tenía fuertes afinidades». Según Juan José Sayas Juliano acabó de esta forma «con el régimen de terror impuesto por el entorno de Constancio».

### La campaña persa y el fin de Juliano

Mapa de la campaña persa de Juliano.

Las causas de la campaña persa de Juliano son complejas, aunque algún historiador la ha explicado como una especie de huida hacia adelante por parte de Juliano ante «el creciente malestar existente entre amplios círculos del Oriente, y también en el ejército —Libanio habla de una conspiración en su seno contra Juliano (Oratio, 18, 199)—». El emperador la presentó como una acción militar de represalia por las destrucciones llevadas a cabo por los persas en 359 y 360, pero lo cierto era que Juliano sentía una profunda antipatía hacia los sasánidas y cuando en enero de 363 el rey Sapor II le envió una carta proponiéndole enviar una embajada para negociar la paz definitiva entre los dos imperios, Juliano le contestó que pronto iba a ver Persia personalmente, según contó Libanio algunos años más tarde. Juliano pretendía colocar en el trono sasánida al príncipe Hormizd, hijo del rey persa asesinado por Sapor II y que se había refugiado en el Imperio romano en la época de Licinio —de hecho, Juliano le había dado el mando de una unidad de caballería de la expedición—.
El ejército que reunió Juliano fue considerable. Estaba formado por no menos de 65 000 hombres y más de mil barcos —la inmensa mayoría de avituallamiento y de transporte; un centenar eran de guerra—, que debía acompañar al núcleo principal del Ejército —bajo el mando directo de Juliano— a lo largo del río Éufrates por cuya rivera izquierda iba a marchar para caer por sorpresa sobre la capital sasánida Ctesifonte, situada sobre el río Tigris. Un segundo ejército, comandado por Procopio y el conde Sebastianus, debía conseguir el apoyo del rey de Armenia Arsaces II y descender por el Tigris para devastar los territorios persas, mientras que Arsaces atacaba Media para «distraer» contingentes enemigos del escenario principal.

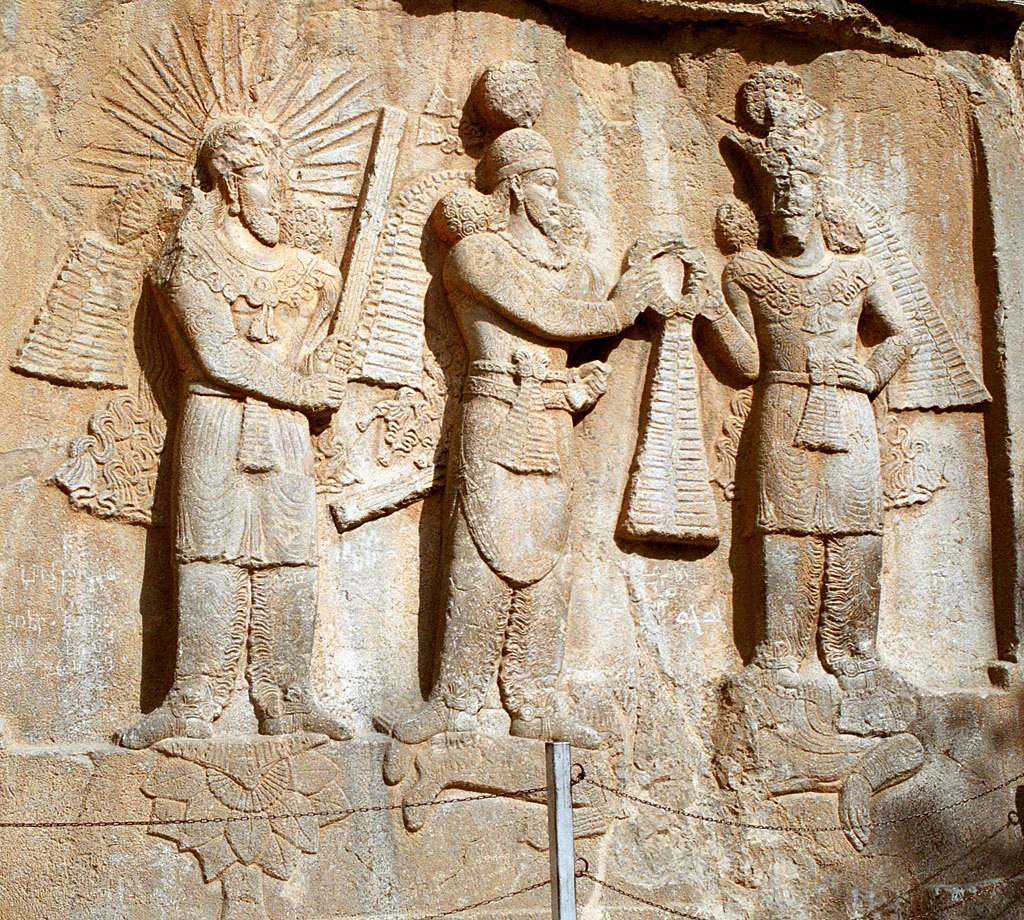
Bajo relieve persa de 380 en el que aparece el cuerpo de Juliano en el suelo bajo los pies del soberano del Imperio sasánida.

El ejército al mando de Juliano, que había salido de Antioquía el 5 de marzo, cruzó el Éufrates el día 12 cerca de Hierápolis para proseguir después hasta Callinicum (actual Al Raqa), la última plaza romana antes de llegar al río Aborras, afluente del Éufrates, que servía de frontera con el Imperio sasánida y que cruzó a principios de abril. Pocos días después se apoderaba de las primeras plazas fuertes persas que dominaban el Éufrates (Anatha y Peroz-Shapur) para a continuación seguir el canal Naarmalcha que unía el Éufrates con el Tigris y plantarse ante Ctesifonte tras masacrar Maozamalcha. Allí se le enfrentó un ejército persa poco numeroso bajo el mando del Suren —«primer dignatario de Persia tras el gran rey», escribe Amiano Marcelino— que fue completamente derrotado. Los supervivientes se refugiaron en la capital Ctesifonte, reforzando a sus defensores.
Entonces, tras rechazar una embajada de paz de Sapor II, que se encontraba todavía al norte del país al frente del grueso del ejército persa, Juliano ordenó marchar hacia allí para afrontar la batalla decisiva, renunciando a tomar Ctesifonte —cuando «tenía a su alcance un asedio con posibilidades de éxito»— y contando además con que se reuniría con el ejército de Procopio y el del rey de Armenia. Para conseguir una mayor rapidez de movimientos decidió ir por tierra firme, viviendo sobre el terreno y de las provisiones transportadas por animales, por lo que ordenó quemar la flota que lo acompañaba, desoyendo la opinión contraria de sus generales y causando cierta desmoralización entre las tropas. Durante su marcha hacia el norte tuvo que enfrentarse con la política de tierra quemada llevada a cabo por los persas, cuyo ejército además no dejó en ningún momento de hostigar al de Juliano, rehuyendo el enfrentamiento directo. Las crecientes dificultades de avituallamiento, la falta de botín y los escasos donativa que Juliano pudo repartir entre sus soldados hicieron que el descontento creciera en sus filas. El 26 de junio, cuando el ejército se acercaba a Samarra, Juliano fue alcanzado por una lanza en la espalda en el curso de un combate, que finalmente ganó el ejército romano. Esa misma noche, gravemente herido, Juliano fallecía rodeado de sus oficiales y de sus amigos. Según una tradición histórica posterior recogida por Sozomeno, el soldado que le clavó la lanza a Juliano era cristiano. También que se habría expuesto deliberadamente —no llevaba peto— y que por tanto se trataría de un «suicidio». Según comentó Averil Cameron «como es natural, los autores cristianos intentan presentar la muerte de Juliano como una venganza divina».

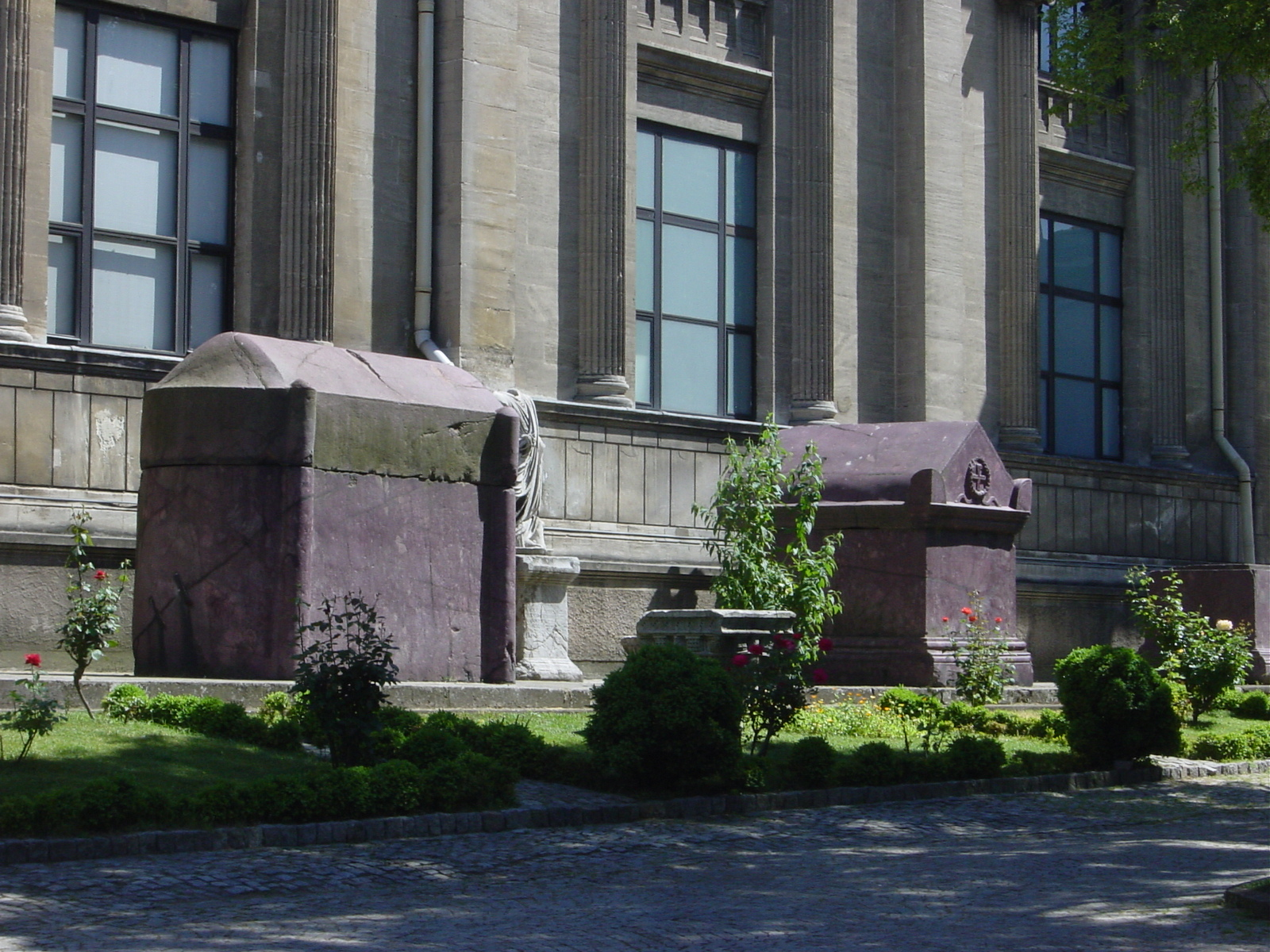
Sarcófagos imperiales en el exterior del Museo Arqueológico de Estambul. El correspondiente a Juliano es el situado a la izquierda de la imagen.

Juliano falleció sin haber dejado descendencia, ya que tras la muerte de su esposa decidió no casarse de nuevo «quizá como expresión de su identidad de filósofo». Tampoco había designado sucesor por lo que fue el ejército el que nombró como nuevo emperador a Joviano, un cristiano, decano del cuerpo de oficiales del Estado mayor (primicenius domesticorum). Joviano se encontró en una situación desesperada, en territorio hostil y rodeado por un enemigo superior. Ansioso por llegar a territorio romano y confirmar su nombramiento, firmó una paz muy desfavorable con los persas, a quienes cedió Nísibis y gran parte de la Armenia conquistada por Diocleciano en 298 a cambio del paso franco hasta el territorio romano. «Los términos de la paz fueron humillantes y el abandono de los armenios a su suerte una vergüenza. Probablemente debamos dar la razón a Amiano cuando defiende que Joviano debería haberse desdicho del tratado al minuto de hallarse de nuevo en territorio romano», ha afirmado Ilkka Syvanne.
Los restos de Juliano fueron sepultados en Tarso y el entierro fue encabezado por Procopio por voluntad expresa de Juliano. Sin embargo, el sarcófago con su cuerpo fue trasladado posteriormente a la iglesia de los Santos Apóstoles, en Constantinopla, y depositado junto a los de los emperadores cristianos Constantino I y Constancio II, a pesar de tratarse de un «apóstata». Aunque la iglesia fue destruida por los turcos y sus restos vejados y expoliados, el sarcófago aún se conserva en el Museo Arqueológico de Estambul.

## Política secular

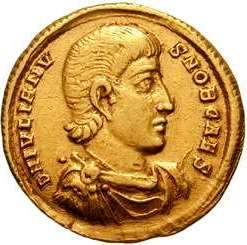
Moneda de Juliano cuando era César

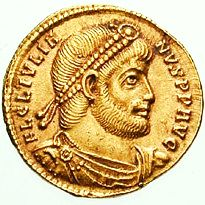
Moneda de Juliano cuando era Augusto

Según Claire Sotinel, Juliano se propuso «restaurar la gloria del Imperio romano, socavada por sus antecesores, en particular en el terreno de la relaciones con las ciudades y en el de la religión». La ruptura con la época anterior fue especialmente evidente en las monedas, ha señalado Sotinel. «Cuando era César, las monedas de Juliano lo representan rasurado, la mirada levantada hacia el cielo, como en los retratos de la familia constantiniana. La barba aparece en sus retratos en tanto que Augusto. Es el signo más visible de su independencia respecto al modelo constantiniano. No es la barba corta de los emperadores militares del siglo III d. C. sino la de los emperadores antoninos, en particular de Marco Aurelio, su modelo. Es también la barba del filósofo».
En su proyecto de «restauración» concedió gran importancia a la lucha contra la corrupción, que ya había iniciado durante su gobierno de la Galia y que incluyó la reorganización del palacio imperial —despidió a eunucos y cocineros así como a la mayor parte de los odiados agentes in rebus y de los notarii (escribanos) y se deshizo de los «parásitos» que saturaban el gobierno y pesaban sobre las finanzas públicas—. También redujo a cincuenta los efectivos de la guardia imperial. Asimismo simplificó y humanizó el protocolo imperial y él mismo dio ejemplo llevando una vida austera, como muestra de su clara voluntad de ruptura con el solemne estilo de gobierno de sus antecesores constantinianos.
En Los Césares, Juliano escribió que su modelo de gobierno era el de los emperadores Augusto y Marco Aurelio. Así, intentó restablecer el prestigio del Senado asistiendo a sus sesiones, en concreto a las del de Constantinopla, y dictando algunas medidas fiscales y judiciales —una especie de inmunidad parlamentaria— favorables a sus miembros, tanto del Senado de Roma como el de Constantinopla. También nombró gobernadores de las provincias occidentales a miembros de la aristocracia senatorial romana. Sin embargo, para los altos cargos de palacio eligió a destacados «helenos» (no cristianos). Juliano, que se consideraba a sí mismo un emperador filósofo al modo de Marco Aurelio, quería que el gobierno fuera ejercido por hombres de cultura, filósofos, médicos o rétores y trajo a su corte a muchos de ellos, incluido su maestro de la adolescencia Máximo de Éfeso.
En cuanto a la política fiscal manifestó su propósito de que fuera más justa por lo que se tendrían en cuenta las capacidades reales de los contribuyentes, tal como ya lo había aplicado durante su gobierno de la Galia como césar de Constancio II. En cuanto a la política militar, Juliano se vanaglorió de que desde que él era emperador único, «el Imperio no había ni sufrido las sacudidas de problemas interiores ni visto ninguna irrupción bárbara cruzar las fronteras». También introdujo cambios en la política monetaria al crear una moneda divisional de plata, la siliqua, que sustituyera al solidus de oro constantiniano como moneda referencial de cambio.
La disminución del poder central fue acompañada de dotar a las ciudades de una mayor autonomía, restituyéndoles sus antiguos patrimonios y la gestión de sus impuestos, lo que constituyó posiblemente el punto más importante de su proyecto de gobierno. Como recuerda Claire Sotinel, «desde el reinado de Constantino I, el poder imperial había en efecto acaparado una parte importante de sus recursos, practicando una administración más directa de las ciudades». El objetivo de Juliano no era sólo solucionar las dificultades económicas de las ciudades —renunció al impuesto en oro, aurum coronarium, que desde el reinado de Constantino se cobraba con motivo del advenimiento de un nuevo emperador o de algún acontecimiento importante relacionado con él eliminó las exenciones fiscales de que gozaban los obispos y clérigos cristianos; también redujo el gravamen del cursus publicus—, ni hacer más atractivas las magistraturas municipales, cuyo rechazo a desempeñarlas achacaba a la equivocada política de Constantino y sus hijos, sino sobre todo quería preservar su vitalidad intelectual y cultural, ligada al culto público tradicional. Esa era precisamente la finalidad última de la restitución de sus ingresos: que pudieran financiarlo.
Según Luis Agustín García Moreno, el proyecto reformista de Juliano fracasó porque «la crisis municipal era ya profunda y las necesidades fiscales del Estado difíciles de disminuir» y «en todo caso tuvo que reconocer la realidad de los poderosos, de la aristocracia senatorial y militar». En cambio, Averil Cameron afirma que «sus medidas tuvieron una repercusión limitada» a causa de «lo breve de su reinado».

## Política religiosa

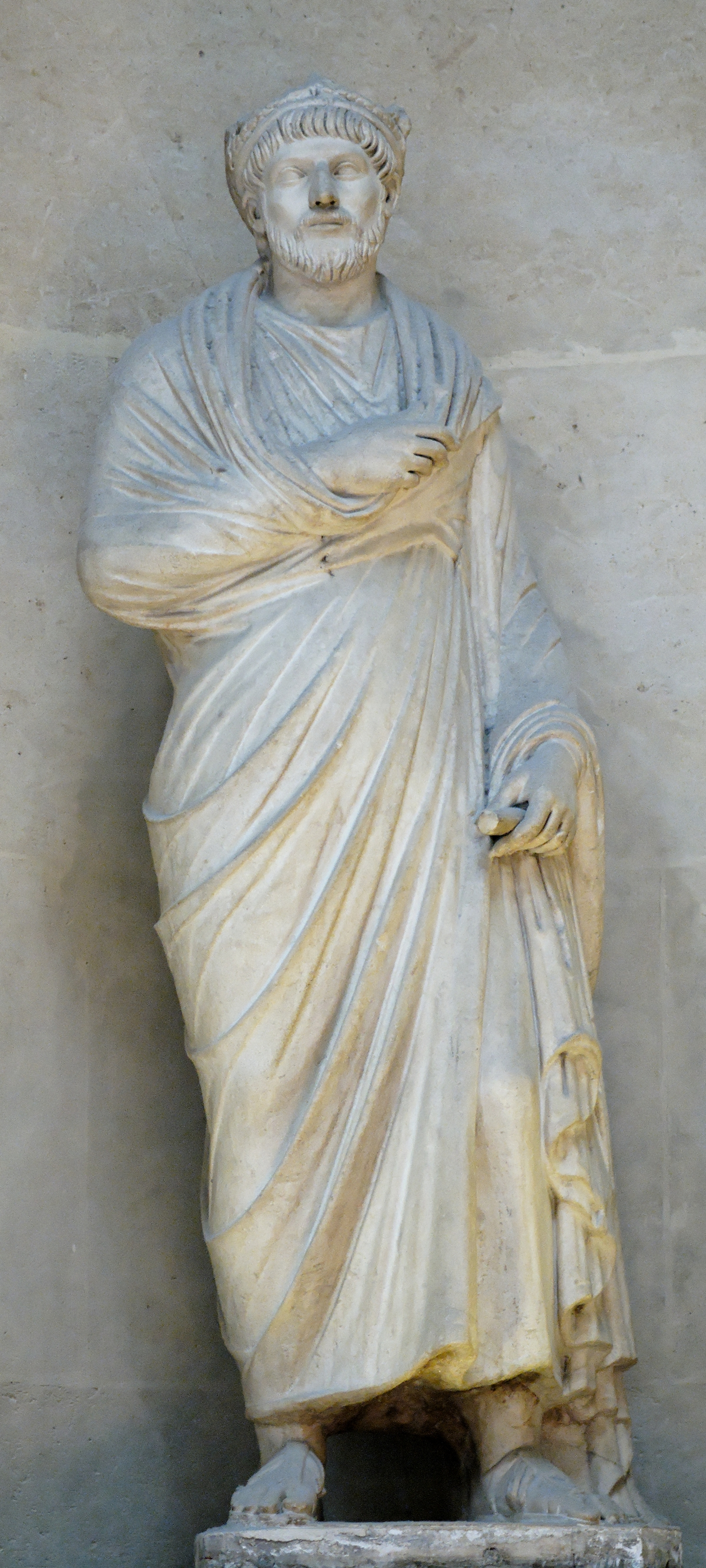
Estatua de mármol que se cree representa al emperador Juliano, revestido con la corona de los sacerdotes del culto «pagano» y con la toga de los filósofos griegos (Museo del Louvre).

Claire Sotinel ha destacado que la política religiosa de Juliano, que pretendió restaurar el culto tradicional grecorromano —la religión de los «helenos»— relegando al cristianismo, constituía una parte esencial de su proyecto reformista. «Para Juliano, el error fundamental de los  constantinianos era haber roto la paz de los dioses dañando el culto de las divinidades grecorromanas que habían protegido Roma desde su fundación... En menos de dos años, Juliano utilizó casi la totalidad de los instrumentos de política religiosa que a Constantino le había costado una década elaborar en favor de los cristianos. Juliano fue menos lejos que Constantino y sus hijos al no prohibir el culto cristiano, pero fue más lejos al excluirlos de ciertas funciones», ha afirmado Sotinel.
Por su parte Luis Agustín García Moreno considera que la política religiosa de Juliano, «el aspecto más discutido y famoso de su reinado», fue un «intento de vuelta atrás, tratando de restaurar en todo su esplendor el paganismo grecorromano tradicional». Juan José Sayas coincide con García Moreno: Juliano se propuso dotar «al paganismo de las bases materiales y sociales para recuperar su pasado prestigio y vitalidad».
Por el contrario Peter Brown sostiene que la «reacción pagana» de Juliano no consistía en retrasar el reloj de la historia hasta los tiempos del emperador-filósofo Marco Aurelio, sino que «como muchas “reacciones”, era un intento airado de ajustar las cuentas a los colaboracionistas. Juliano se hallaba naturalmente molesto por la rápida expansión de cristianismo entre las clases inferiores, pero el objeto real de su odio eran aquellos miembros de las clases griegas superiores que habían llegado a un compromiso con el cristianismo de los regímenes de Constantino I y Constancio II».

### Creencias
Las creencias religiosas del nuevo emperador estuvieron determinadas en gran medida por la formación recibida en su juventud. «En un mundo en gran efervescencia intelectual y religiosa como era este del final de la Antigüedad, el joven Juliano se sintió atraído no tanto por el ascetismo y la teología cristiana sino por la filosofía neoplatónica, la teúrgica, el mito y los cultos mistéricos que le alejaron cada vez más de una Iglesia cristiana controlada por los obispos y sumida en disputas dogmáticas provocadas por el arrianismo», ha afirmado Ramón Teja. «El joven Juliano vivió la filosofía como una unidad inseparable de reflexión teórica y la acción práctica como pocas personas lo habían vivido en la Antigüedad», añade este historiador. Por otro lado, Teja advierte que el neoplatonismo era la «filosofía dominante en la época entre los intelectuales, tanto paganos como cristianos» y que «resultaba difícil en esta época distinguir la ética platónica de la cristiana pues para ambas el fin esencial era la «asimilación de Dios» y ambas se preocupaban de la salvación individual del alma más que de mejorar el mundo».
Por su parte, Luis A. García Moreno, ha destacado que «su helenismo era muy particular... De tal forma que Juliano, filósofo hasta en el atuendo físico, era un hombre religioso... propenso al misticismo, a la teúrgia y a las prácticas adivinatorias. [...] Para Juliano ocupaba un lugar muy principal la divinidad solar, propia de las grandes corrientes paganas de su tiempo, a la que consideraba emanada de Zeus y semejante a él, mientras que Mitra, Serapis o Apolo Didimeo no serían más que advocaciones culturales de una única divinidad solar». Una valoración parecida es la que sostiene Averil Cameron: «El entusiasmo de Juliano por el paganismo, un modo bastante previsible de rebelión estudiantil, adoptó desde el principio la forma de una fascinación con las formas más exóticas del neoplatonismo místico... en el que lo sobrenatural desempeñaba un gran papel».
Según otros autores, Juliano consideraba los mitos tradicionales como alegorías, en las que los antiguos dioses eran aspectos de una divinidad filosófica. Sus obras Al rey Helios y A la madre de los dioses son panegíricos más que tratados teológicos. Por su parte, la historiadora Polymnia Athanassiadi ha llamado la atención sobre sus relaciones con el mitraísmo. También se ha destacado que ciertos aspectos de su pensamiento, tales como su reorganización del paganismo bajo sumos sacerdotes y su monoteísmo fundamental, pueden mostrar influencia cristiana. Juan José Sayas va más lejos cuando afirma que «la creencia en el dios Sol, hijo de Zeus, intermediario entre el bien y el mal» era «una idea, en gran medida, calco y contrapunto del Logos cristiano». Además considera que Juliano siguió el modelo cristiano cuando propugnó «una organización eclesial [pagana] que dispusiera de un clero profesional y jerarquizado, elegido no por su riqueza y nobleza, sino por su piedad, moralidad y amor al prójimo», persiguiendo con ello «unos objetivos semejantes a los que atendía la caritas cristiana».
Peter Brown discrepa completamente de estas interpretaciones que afirman que las creencias religiosas de Juliano estaban influidas en cierto modo por el cristianismo. Por el contrario, según Brown, Juliano insistía en que «los cristianos habían usado mal ese don de la cultura griega enviado desde el cielo [por los dioses a los hombres]; sus apologetas habían utilizado la erudición y el método filosófico griego para blasfemar a los dioses; los cortesanos seguidores de Cristo se habían cebado con la literatura griega solo para parecer civilizados».

### Restauración del culto romano tradicional
Cuando en 360 Juliano se convirtió en emperador anunció que rechazaba el cristianismo —la religión en la que había sido educado y bautizado— y que abrazaba el culto tradicional romano, en retroceso desde que Constantino, tras convertirse en 312, había puesto bajo su protección a la Iglesia cristiana. Dio las gracias solemnemente a los dioses grecorromanos sin mencionar al dios cristiano e inmediatamente se rodeó de los intelectuales «helenos» más destacados. En una carta que Juliano le escribió desde Naissus a su maestro Máximo de Éfeso nada más conocer la muerte de Constancio II le decía:

Adoramos a los dioses abiertamente, y el grueso del ejército que me ha seguido está lleno de piedad [pietas]. Inmolamos reses en público; hemos dado gracias a los dioses con numerosas hecatombes.

Aunque no se dispone de cifras, es verosímil considerar que en aquel momento los cristianos todavía continuaban siendo minoritarios en el Imperio. Sin embargo, en el siglo IV las relaciones entre el paganismo y el cristianismo eran complejas y declararse cristiano no implicaba renunciar completamente a la cultura greco-romana. Como ha señalado Ramón Teja, el cristianismo colmado de privilegios a sus obispos por Constantino y sus hijos, «cada vez se diferenciaba menos de la [religión] grecorromana tradicional... El monoteísmo que había caracterizado al judaísmo y al cristianismo de los primeros tiempos se había visto degradado por el culto a los mártires, a los santos y a las reliquias y la implantación de una teología trinitaria que, tal como había sido definida en el Concilio de Nicea, se prestaba a ser interpretada en clave politeísta. Al propio tiempo, el politeísmo pagano había sido subsumido entre los intelectuales paganos por un monoteísmo heliocéntrico y platonizante».

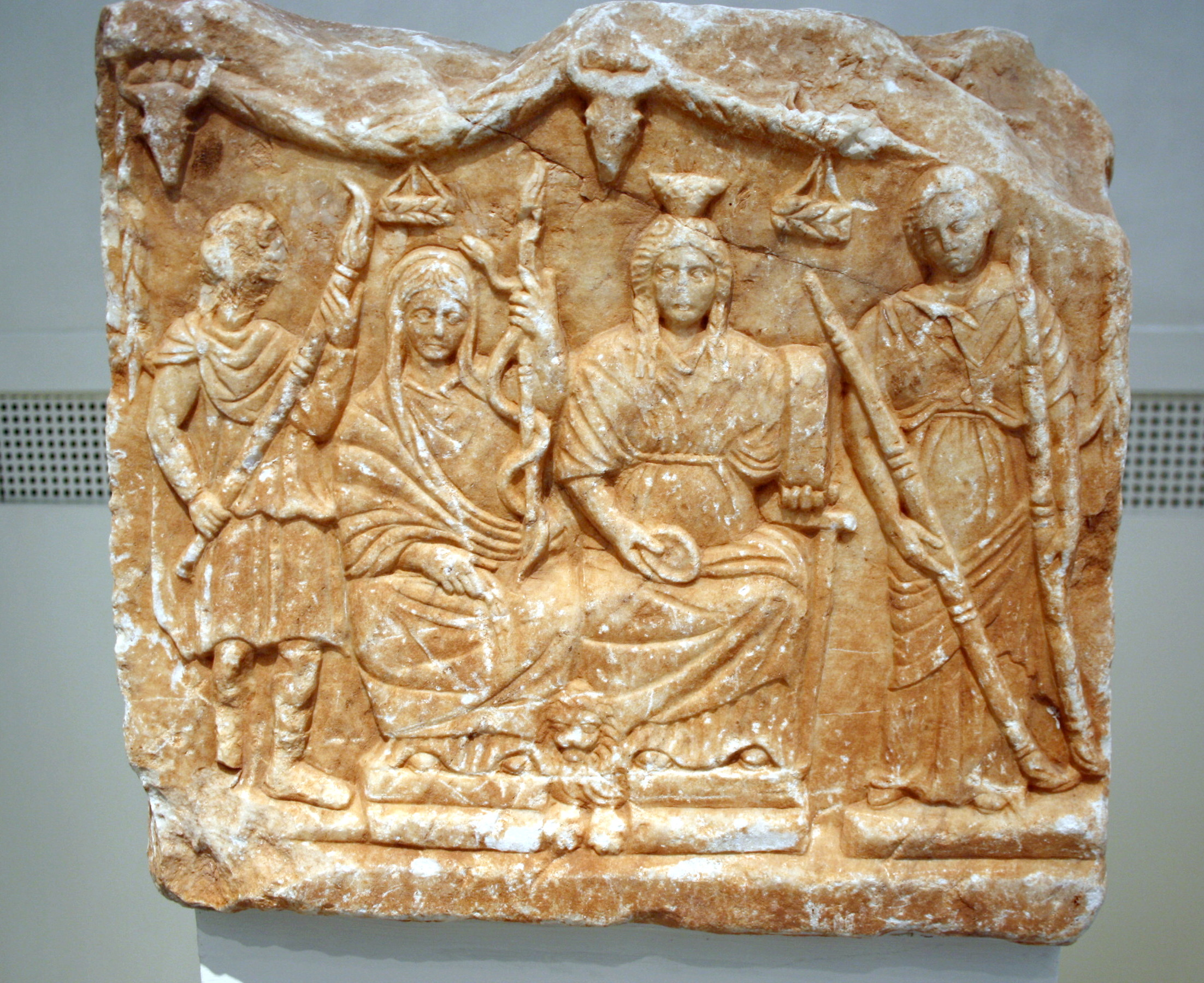
Relieve romano de la cara principal del altar de un taurobolio que se conserva en el Museo Arqueológico Nacional de Atenas y que fue realizado en Atenas probablemente durante el reinado de Juliano. En el centro aparecen sentadas Perséfone (izquierda), que lleva un bastón en el que se enrolla una serpiente que representa los misterios de Eleusis, y Cibeles (derecha), que lleva espigas y un tambor. A cada lado de las dos diosas, dos hombres sostienen dos antorchas, una con la llama hacia arriba y otra con la llama hacia abajo, como en las representaciones de los misterios de Mitra. Para los cristianos el taurobolio era el emblema de lo que los cultos politeístas tenía de más repugnante. Así lo denunció Gregorio de Nacianzo en un discurso escrito tras la muerte de Juliano: «El primero de sus crímenes... consiste en limpiarse por medio de una sangre impura en un baño que él había recibido, oponiendo esta iniciación deshonrosa a nuestra iniciación, como un puerco que se revuelca en su barro». En el realizar el taurobolio era el signo de un fuerte compromiso con los cultos tradicionales.

En cuanto se convirtió en emperador único, Juliano proclamó la tolerancia para todos los cultos. Restableció los sacrificios que habían sido prohibidos por Constantino y por sus hijos —ordenó «reabrir los templos y sacrificar de nuevo víctimas en los altares abandonados»— y permitió la vuelta del exilio —y decretó la restitución de sus bienes— a los cristianos nicenos y de las otras iglesias cristianas condenadas bajo el reinado de Constancio II. De hecho reunió en su palacio de Constantinopla a los obispos cristianos sugiriéndoles que olvidaran sus querellas y exhortándoles a que fueran tolerantes. Según Luis Agustín García Moreno, «lo cierto es que la proclamada libertad de culto y religión tenía un fin último muy claro: la erradicación del cristianismo», ya que «la nueva libertad religiosa repercutía en la vida interna de la Iglesia cristiana, pues la vuelta de los obispos ortodoxos exiliados por Constancio era previsible que originase disturbios y desgarramientos internos en las distintas Iglesias afectadas. Cuando esto ocurrió y degeneró en actos violentos, como el asesinato del obispo arriano de Alejandría Jorge de Capadocia, Juliano no sólo no intervino sino que cínicamente mostró su satisfacción por la eliminación de un “enemigo de los dioses” (Juliano, Epistolae, 379 C)». Por el contrario, Averil Cameron ha afirmado que «no cabe duda de la bondad de sus intenciones» cuando proclamó la tolerancia religiosa.
Al mismo tiempo que proclamó la libertad de cultos Juliano suprimió la mayor parte de los privilegios de que gozaban los clérigos cristianos, incluida la inmunidad de los cargos curiales, que Constancio II les había concedido en 341. Los obispos ya no estuvieron exentos de formar parte de los consejos municipales lo que comportaba numerosas cargas políticas y pecuniarias. Y, tal como había hecho Constantino, pero en sentido opuesto, redujo a las iglesias cristianas al rango secta licita, sin ningún privilegio. También abolió la jurisdicción eclesiástica de los obispos y simultáneamente decretó la devolución a los templos paganos de sus bienes confiscados por Constantino y por sus hijos y la reconstrucción de los que estuvieran en ruinas.
Juliano tomó tres medidas más radicales que pretendían «crear una situación de homogeneidad religiosa mientras que desde Constantino, paganos y cristianos coexistían en el Imperio romano», ha señalado Claire Sotinel. Por la primera, una carta-edicto, animó a las autoridades a que prefirieran para los cargos públicos a los «helenos», término con el que se refería a los seguidores de la religión tradicional romana y a los que los cristianos comenzaron a llamar «paganos», por delante de los «galileos», término con el que designaba a los cristianos. Por la segunda, exigía a los soldados cristianos que realizaran sacrificios a los dioses. Por la tercera, la disposición de Juliano que más odiaron los cristianos, prohibió que los «galileos» pudieran enseñar gramática y retórica, las dos disciplinas principales en las escuelas, porque consideraba que eran incapaces de enseñarlas correctamente, ya que cuestionaban la verdad de los textos de los autores griegos y romanos —el edicto afirmaba: «si quieren enseñar literatura, tienen a Lucas y a Marcos: que vuelvan a sus iglesias y los comenten»—. «Cristianos reflexivos e ilustrados como Gregorio Nacianceno protestaron ruidosamente por su separación de un legado cultural que también ellos vindicaban como suyo», ha afirmado Averil Cameron.
Según Ramón Teja, el motivo más profundo de la «ley escolar» fue la «convicción de Juliano en la importancia que tenía la educación para implantar su modelo de Estado pagano y el resentimiento por la constatación de que, como se lamentaba su admirado Libanio, los cristianos atraían los mejores talentos». Además, añade Teja, «esta disposición resulta modélica para entender las relaciones entre paganismo y cristianismo en el siglo IV: las influencias mutuas eran tan grandes que habían dado origen a una especie de sociedad mixta y el aparato educativo incluía las letras clásicas y las cristianas». Por su parte, Luis A. García Moreno ha considerado que la «ley escolar» —a su juicio, «un durísimo golpe a largo plazo para la Iglesia, pues implicaba la marginación de los cristianos de toda la tradición cultural grecorromana; la destrucción, en una palabra, de la gran obra de los apologetas de los siglos anteriores»— respondió a las «crecientes dificultades e impotencia» para aplicar su política «pagana» lo que le hizo pasar «de una actitud liberal a medidas más claramente represivas para con el cristianismo». «Fue el acto más serio de intolerancia religiosa» de Juliano, ha afirmado Juan José Sayas. Sin embargo, Averil Cameron ha afirmado que «su importancia era más simbólica que práctica», ya que «los cristianos se dirigían habitualmente a maestros paganos para recibir educación formal», aunque reconoce que se «trató de un gesto destinado a limitar las conversiones potenciales de estudiantes paganos por parte de sus maestros cristianos».
La política religiosa de Juliano no se limitó a los edictos y a las leyes. Se rodeó de antiguos maestros y condiscípulos y escribió y publicó textos de un intenso contenido religioso, como el Discurso a la Madre de los Dioses o sobre el Sol Rey, y alguno específico contra los cristianos, como el titulado Contra los Galileos. En este último tratado aparece, según Ramón Teja, «el ataque más directo contra los cristinos», en el que «mezcla motivos personales como el perdón impartido por la Iglesia a Constantino y Constancio por el asesinato de los propios familiares con una reflexión teológica basada en un buen conocimiento de la Escritura. Los cristianos son culpables de impiedad, no son ni judíos, ni griegos, sino apóstatas de la fe de Moisés que han asumido lo peor de cada religión». Según Juan José Sayas, «Juliano desempolvó toda la artillería argumental contra el cristianismo, elaborada en tiempos anteriores, buscando los puntos débiles y acusando al cristianismo de haberse desviado del Yahvé del Antiguo Testamento, del que el cristianismo no sería más que una creencia deformada».

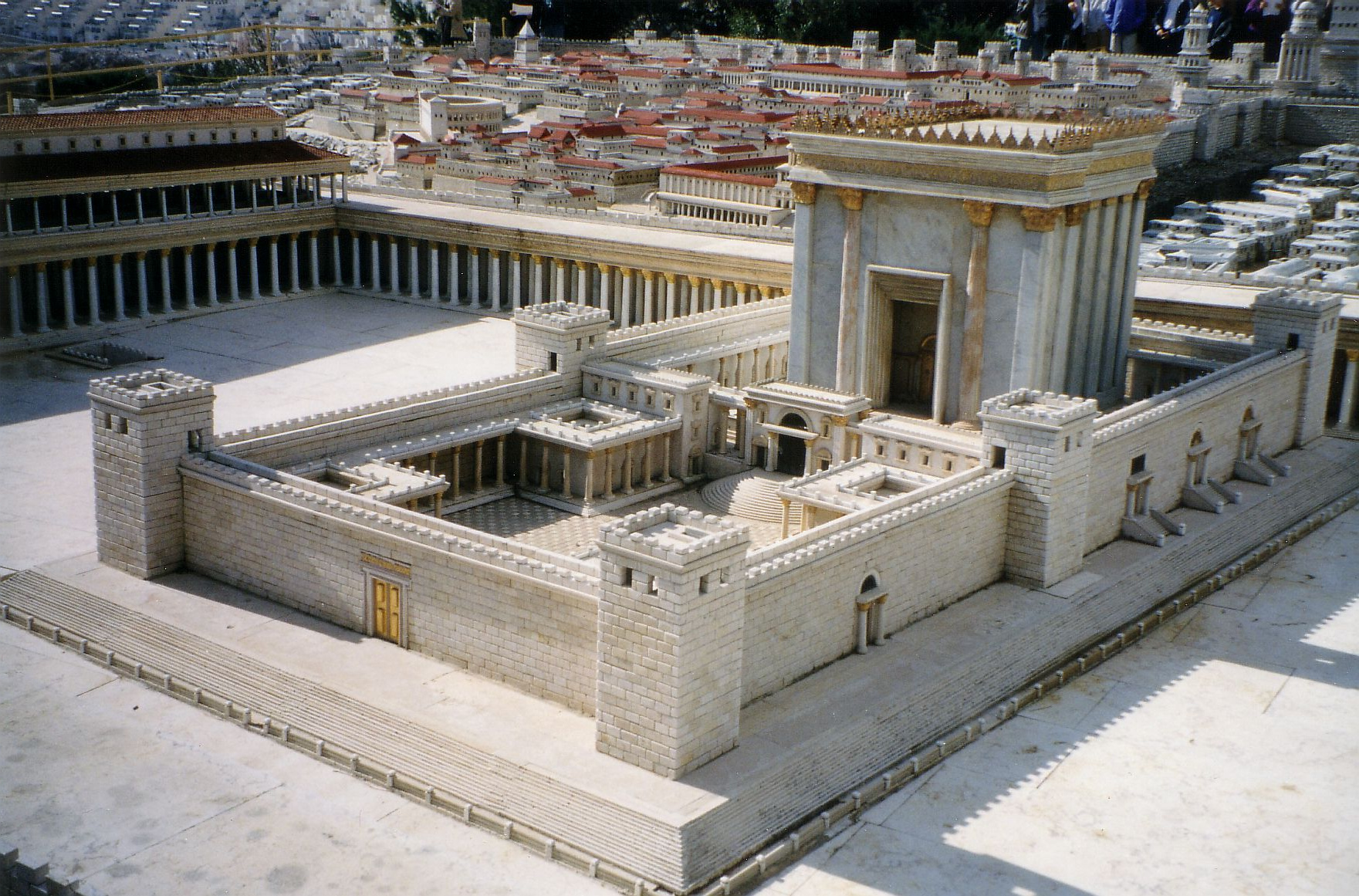
Maqueta del templo de Jerusalén, también conocido como Segundo Templo, tal como era antes de su destrucción por el emperador Tito. Juliano se propuso reconstruirlo, lo que provocó una gran indignación entre los cristianos.

Además, como todo emperador, financió la restauración de los edificios de culto, lo que en algunos casos le enfrentó con la comunidad cristiana, como ocurrió con la rehabilitación del templo de Apolo en Dafne cerca de Antioquía, pues en ese lugar se veneraban los restos de un santo cristiano local, Babil de Antioquía también conocido como Babilas, lo que dio lugar a violentas represalias por parte de Juliano. Aún más polémico fue el intento de restauración del Templo de Jerusalén, sin que se sepa si lo hizo en respuesta a una petición de los judíos o se trató de una iniciativa personal. Lo que sí está claro es que los cristianos lo tomaron como una muestra de hostilidad hacia ellos. Según Luis Agustín García Moreno, la intención de Juliano no fue mostrar aprecio hacia los judíos, «a los que más bien despreciaba», sino «renovar el antiguo Judaísmo sacrificial, sólo posible en el templo, y contradecir así a los Evangelios cristianos». Averil Cameron aún es más contundente cuando afirma que «la restauración del templo entrañaba la mayor afrenta al cristianismo que se pudiera imaginarse». Según esta historiadora, «Juliano se propuso entonces no sólo deshacer la obra de Constantino [promotor de la Iglesia del Santo Sepulcro que había convertido a Jerusalén en una ciudad santa para el cristianismo], sino (a ojos de los cristianos) ligar su propio gobierno a los enemigos tradicionales del cristianismo y refutar la sentencia de Jesús, tan citada por los cristianos, según la cual no quedaría piedra del Templo por remover (Mateo, 24, 2). [...] La restauración del templo haría también posible reanudar los sacrificios en el monte del templo, algo recibido con entusiasmo por Juliano, pero que resultaba anatema para los cristianos».
La decisión de restaurar el templo de Salomón la tomó Juliano en 363, cuando pasó por Jerusalén camino de Persia. Amiano Marcelino escribió sobre el fracaso de la empresa, que los escritores cristianos de la época atribuyeron a la intervención divina y, además, los cristianos se mostraron exultantes cuando el proyecto se frustró: 

Juliano pretende reconstruir a un precio extravagante el que una vez fuera orgulloso templo de Jerusalén, encargando esta tarea a Alipio de Antioquía. Alipio se puso en ello con vigor, ayudado por el gobernador de la provincia; entonces unas temibles bolas de fuego estallaron cerca de las obras, y tras continuados ataques, los obreros abandonaron y no volvieron a acercarse a las obras.

Como Pontifex Maximus, una dignidad a la que no renunciaron ni Constantino ni sus hijos, instruyó a los grandes sacerdotes sobre cómo debían organizar el culto público romano, con el fin de que los habitantes del Imperio volvieran a frecuentar los templos, y también les pidió que aseguraran la asistencia a los pobres, en competencia con los «galileos», el término que utilizaba Juliano para referirse a los cristianos, que organizaran una liturgia cotidiana y que nombraran a sus subordinados entre personas puras y estimables, independientemente de cuál fuera su rango social. Según García Moreno, «intentó fomentar en el clero pagano las dos virtudes que más consideraba y envidiaba en el cristianismo: la pureza de costumbres y la caridad, que él denominaba filantropía». Según Averil Cameron, Juliano era consciente de la ventaja que le otorgaba a la Iglesia cristiana su elevado grado de organización «sobre el pluralismo y la dispersión de los cultos paganos». Una muestra de esta preocupación sería una carta que envió al sacerdote supremo de Galacia (Asia Menor) en la que le hizo las siguientes recomendaciones, que constituyen todo un programa para restaurar el «helenismo» (el término que utilizaba Juliano para referirse a la religión greco-romana):

Exhorta a tus sacerdotes a no acudir al teatro, ni beber en las tabernas, ni ponerse al frente de algún arte o actividad vergonzosa y censurable. A los que te obedezcan, hónralos, pero a los que te desobedezcan destitúyelos. Establece en cada ciudad abundantes hosterías para que disfruten de nuestra humanidad los extranjeros, cualquiera que lo necesite. [...] Es vergonzoso que entre los judíos ninguno mendigue y que los impíos galileos alimenten, además de a los suyos, también a los nuestros que se ve que están faltos de nuestra ayuda. Enseña a los partidarios del helenismo a contribuir con sus impuestos a estos servicios, y a los habitantes de las aldeas griegas a ofrecer primicias de sus frutos a los dioses, y a los griegos acostúmbralos a semejantes obras de beneficencia...

El propio Juliano presidió y ofició grandes celebraciones rituales y también financió gigantescos sacrificios sangrientos a los dioses. «En un sistema político centrado en la figura imperial, la potencia del ejemplo constituía uno de los mecanismos más claros de las transformaciones religiosas del siglo IV; Juliano las explotó de manera deliberada», ha afirmado Claire Sotinel.
Juliano no llevó a cabo una persecución general contra los cristianos, pero las medidas que adoptó estaban teñidas de una clara hostilidad hacia ellos. Según los autores cristianos, la restauración de los templos «paganos» iba a menudo acompañada de duros castigos, como el exilio contra los cristianos que los habían atacado; las ayudas económicas a las ciudades estaban condicionadas a que realizaran cultos públicos y sacrificios tradicionales; y las peticiones de las ciudades con una clara mayoría cristiana no eran atendidas. Gregorio Nacianceno lo describió como un perseguidor de los cristianos, pero con la habilidad de evitar las violencias directas. De hecho, según Luis A. García Moreno, antes de partir para la campaña de Persia «prometió extirpar el cristianismo a su regreso». «Al parecer volvían los tiempos de las persecuciones».
Es difícil conocer el impacto que tuvo la política religiosa de Juliano sobre la sociedad romana. Los autores cristianos, que describieron el reinado de Juliano como un momento de extremo peligro, siempre destacaron que su intento de restauración del «paganismo» fue un completo fracaso. Por el contrario, se conocen algunas inscripciones alabando su política, aunque no son numerosas. En una de ella se le llama «restaurador de la libertad y de la religión romana»; en otra, «el muy devoto y renovador de cultos». Según Claire Sotinel, «ciertamente, numerosas ciudades hicieron demostraciones de fidelidad a los ritos antiguos para obtener privilegios, pero el mismo Juliano se lamentaba en sus escritos de la indiferencia de los helenos [a los que los cristianos llamaban «paganos»], incluso del desprecio con el que era visto su entusiasmo religioso. En realidad no puede sorprender el débil impacto de la política religiosa de Juliano. La brevedad de su reinado impide medir el potencial de las medidas adoptadas, al igual que es imposible saber cómo habría evolucionado Juliano».
Juan José Sayas ha señalado que «el hecho de que, para revitalizar sociológicamente el paganismo, Juliano recurriera a formas organizativas cristianas y a prestaciones caritativas, dejadas de lado en el pasado por la religión oficial, revela con toda su crudeza la incapacidad del paganismo por contrarrestar el empuje social del cristianismo». Siguiendo esta misma argumentación García Moreno ha destacado que frente al intento de erradicación del cristianismo llevado a cabo por Juliano «la Iglesia cristiana resistió con enorme tenacidad... Pese a las recompensas ofrecidas por el Emperador, las apostasías de líderes cristianos debieron ser escasas». Sin embargo, esta última afirmación no es compartida en absoluto por Claire Sotinel: «Un número importante de cristianos manifestaron de repente su adhesión a los cultos tradicionales. Se conoce el nombre de varios de ellos que apostataron y obtuvieron altas responsabilidades en la corte, pero muchos [cristianos] anónimos tuvieron la misma actitud... El riesgo de apostasía en masa provocó más miedo entre los responsables cristianos que las propias medidas represivas, que eran por otra parte poco numerosas, o las violencias públicas». Esto es lo que explicaría, según Averil Cameron, «lo violento de la reacción cristiana en contra de Juliano, expresada por contemporáneos suyos como Juan Crisóstomo, Gregorio Nacianceno y Efrén de Siria, los cuales tenían todas las razones para temerse que sus medidas políticas tuvieran éxito».
Una anécdota, de probable procedencia cristiana, refiere que Juliano mandó a su médico Oribasio de Pérgamo a visitar el antiguo Oráculo de Delfos en el año 362, en ese momento abandonado y en ruinas; ofreció allí sus servicios y los del emperador Juliano al templo y, a cambio, oyó la última profecía de Pitia, la sibila de Delfos: 

Εἴπατε τῷ βασιλεῖ, χαμαὶ πέσε δαίδαλος αὐλά, οὐκετι Φοῖβος ἔχει καλύβαν.

Οὐ μαντίδα δαφνήν, οὐ πηγὴν λαλέουσαν, ἀπέσβετο καὶ λάλον ὕδωρ.
Di a tu rey que el gran templo se vino abajo. Aquí ya no mora Febo, ni brota el laurel sagrado; 

las fuentes de la profecía se han secado, las voces ya no hablan.

## La visión del cristianismo: la leyenda de San Mercurio y el sueño de San Basilio

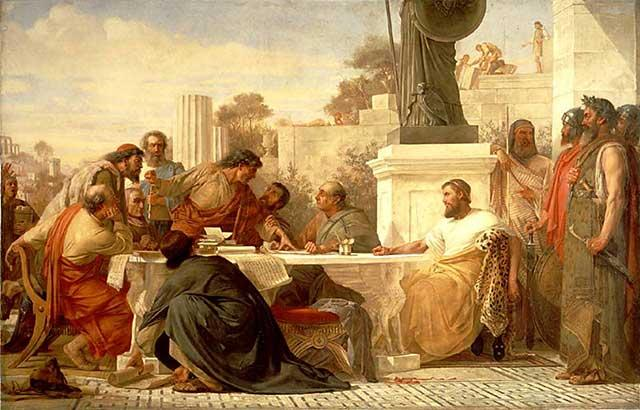
Juliano el Apóstata presidiendo una conferencia de sectarios, por Edward Armitage (1875). Los cristianos apodaron al emperador Juliano como «El Apóstata» y lo consideraron un peligro para el cristianismo.

Fueron los autores cristianos los que le pusieron el apodo de «el apóstata» —por haber cometido apostasía de la fe cristiana— y los que consideraron su reinado similar al periodo de las persecuciones. Así durante siglos fue considerado como el enemigo del cristianismo. En 1689 Bossuet lo llamó «falso filósofo», «idólatra», «blasfemo» y «bestia del Apocalipsis».
La leyenda de San Mercurio y del sueño de San Basilio

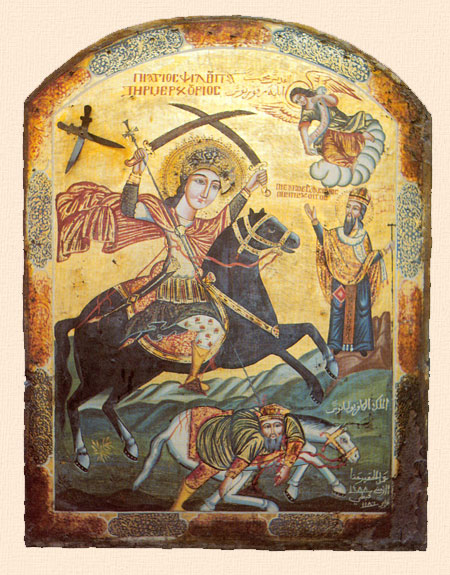
Icono donde se representa a San Mercurio matando al emperador Juliano. Iglesia de San Mercurio. El Cairo.

No mucho tiempo después de la muerte de Juliano la Iglesia cristiana la atribuyó a un hecho milagroso, a un castigo divino. Este castigo habría sido ejecutado por la mano de un santo militar, Marcur o Mercurio, al que se venera por tal hecho y por diversos milagros tanto en la Iglesia católica como en la ortodoxa. En el ámbito copto, Mercurio (Marcur o Biet Mercoreos para los etíopes) es el santo ejecutor, un santo militar al estilo de san Jorge, y se le representa montado en un caballo alanceando a Juliano, quien yace en el suelo herido. En torno a esta atribución milagrosa, durante los siglos V y VI, la Iglesia oriental, en especial en el área sirio-anatolia, construyó una leyenda muy compleja que terminó por configurar un mito sobre la muerte de Juliano por la justicia divina.
El mito, en su forma más difundida, cuenta que San Basilio el Grande, estando en oración junto a unos compañeros religiosos, habría tenido un sueño en el que habría visto a Mercurio coger sus armas y dirigirse a matar a Juliano siguiendo las órdenes de Dios. A la mañana siguiente, Basilio fue hasta una iglesia cercana en la que se veneraba a Mercurio y vio que faltaban las armas del santo. Tres días después, la noticia de la muerte del emperador llegó a Antioquía. Ni Basilio ni ninguno de los escritores de la Iglesia contemporáneos suyos refiere este episodio. Sí aparece en la obra de Juan Malalas (siglo VI) y en dos manuscritos coptos de atribución apócrifa que parecen haber sido elaborados en los siglos V y VI, así como en otros autores posteriores. A partir de ahí, el mito fue haciéndose cada vez más complejo, enalteciendo la figura de Mercurio y la intervención divina y denigrando la de Juliano.
Por unas causas o por otras, el mito del sueño de Basilio creó dos figuras contrapuestas que le fueron de mucha utilidad a la Iglesia oficial: Mercurio como salvador de la humanidad y Juliano como villano y personificación del mal. En la complejidad de la leyenda, ni siquiera está claro que Mercurio sea el santo a quien primero se atribuyese el magnicidio, pues en las versiones más antiguas de un sueño premonitorio de la muerte de Juliano, el texto anónimo Romance de Juliano, escrito en siríaco, el protagonista de tal sueño es un santo llamado Curión (Mar Curio en siriaco), identificado con uno de los cuarenta mártires de Sebaste. La manipulación de los hechos que rodearon a la muerte de Juliano, bastante confusos, sirvió a las jerarquías de la Iglesia en Oriente para ejemplificar el fin del «paganismo» gracias la intervención divina. Juliano no solo había muerto, sino que sus ideas «paganas» habían sido derrotadas y todo ello por intervención divina. Y de pasó también tuvo unos efectos políticos, pues Juliano era el ejemplo perfecto para mostrar que cualquier emperador que se apartase de los designios de la Iglesia caería víctima de la justicia divina.
La tradición cristiana también narra otra leyenda en este caso sobre los guardaespaldas cristianos de Juliano. Cuando llegó a Antioquía, la capital de Siria, dio órdenes de esparcir sangre procedente de la adoración de los ídolos por todos los comestibles del mercado, así como en los depósitos de agua. Esto habría hecho que los cristianos de la ciudad no pudieran comer ni beber sin violar sus creencias. Ambos guardaespaldas se opusieron a esta orden, por lo que fueron ejecutados por orden de Juliano. La Iglesia ortodoxa los incorporó a su santoral como Juventino de Antioquía y Máximo.

## Juliano y la literatura
Se considera que la anécdota, según la cual Juliano se arrancó la lanza que le había herido y la arrojó hacia el cielo, pronunciando la famosa frase: «Vicisti Galilæ» («Has vencido, Galileo»), es de origen apócrifo. Según Gore Vidal, el invento pertenece al apologista cristiano Teodoreto, quien lo escribió un siglo después de la muerte de Juliano. La frase da comienzo al poema de 1866 «Himno a Proserpina», de Algernon Swinburne, donde el poeta inglés se lamenta del triunfo del cristianismo por cuya culpa «el mundo se volvió gris».
La vida de Juliano inspiró también las piezas de teatro Juliano Apóstata de Luis Vélez de Guevara, Emperador y Galileo, de Henrik Ibsen y Juliano en Eleusis: misterio dramático en un prólogo y dos retablos (1981) de Fernando Savater, así como las novelas históricas del simbolista ruso Dmitri Merezhkovski (1861-1945) La muerte de los dioses (1896), Imperial renegade (traducido como Venciste Galileo: historia del emperador Juliano el Apóstata) (1950), de Louis de Wohl, Juliano el Apóstata, de Gore Vidal (1964), Dioses y legiones, de Michael Curtis Ford (2002) y El último pagano de Adrian Murdoch (2004).

## Debate entre historiadores: ¿El cristianismo habría sobrevivido si el reinado de Juliano hubiera durado más tiempo?

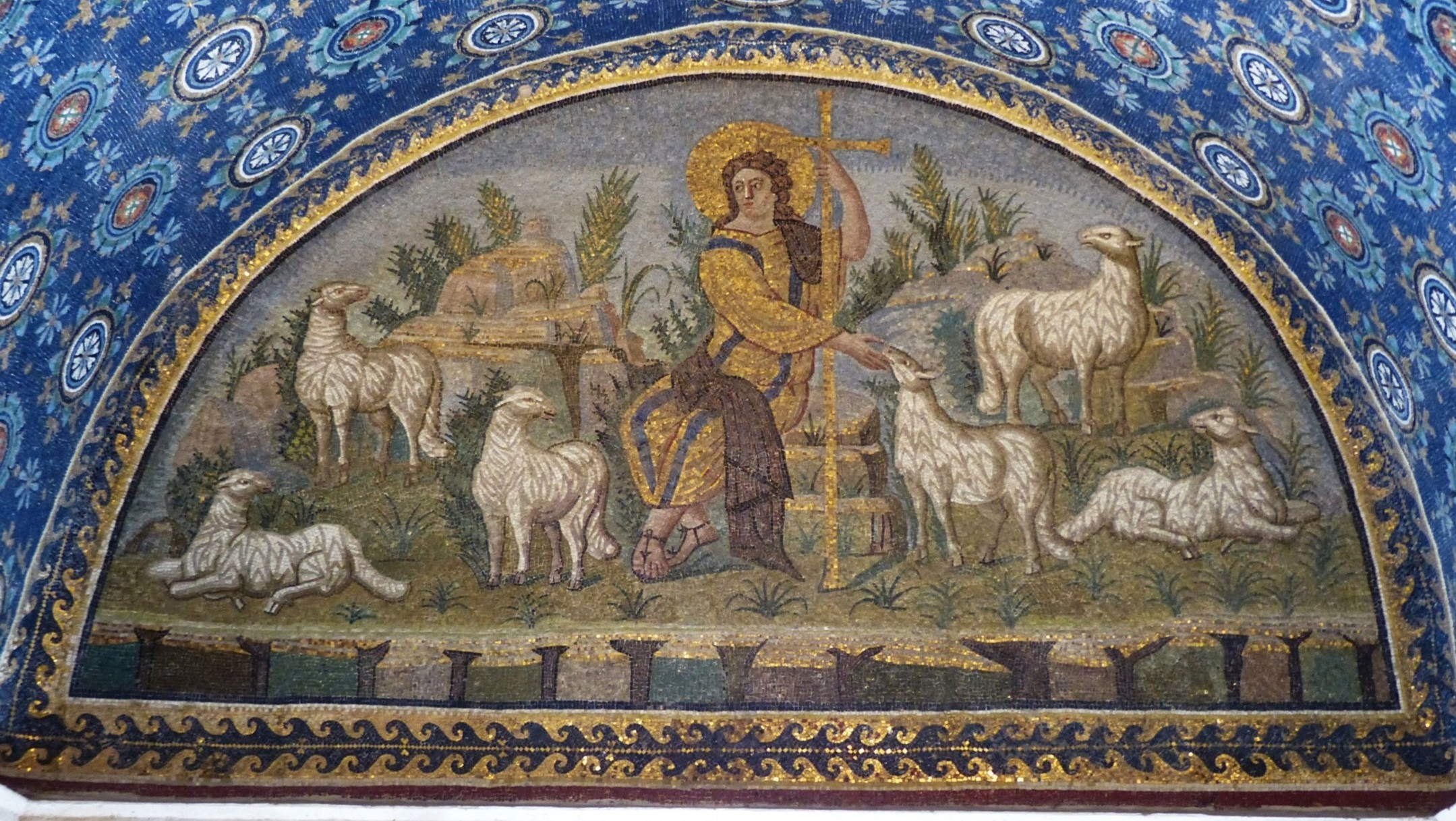
Mosaico del Buen Pastor en el Mausoleo de Gala Placidia (hacia 450). En el el cristianismo ya era la religión mayoritaria en el Imperio.

Según Peter Brown, la «“reacción pagana” del reinado de Juliano se hallaba muy lejos de ser un esfuerzo romántico para retrasar el reloj hasta los días de Marco Aurelio... Si hubiera vivido [más], habría procurado que el cristianismo hubiera desaparecido de las clases dirigentes del imperio, del mismo modo que el budismo fue empujado hacia las clases inferiores por un mandarinato», adepto a Confucio, en la China del siglo XIII. Sean cuales fueran las ramificaciones «bárbaras» del cristianismo de las clases inferiores, los «mandarines» del Imperio romano de Juliano el Apóstata iban a ser auténticos «helenos», hombres criados a los pechos de Homero e impermeables totalmente a los Evangelios de los pescadores galileos. El que muchos griegos, como profesores, poetas, literatos y administradores, consiguieran mantenerse «helénicamente» paganos, impermeables por completo al cristianismo hasta el final del siglo VI, nos procura la medida de cuán inteligente era la diagnosis de Juliano sobre los recursos del helenismo en el Bajo Imperio».
Paul Veyne sostiene una tesis similar. Según este historiador, Juliano «intentó dar al paganismo, reformado por él, la superioridad sobre el cristianismo. Juliano no era un espíritu quimérico, un soñador: el cristianismo podría ser solamente un paréntesis histórico que, abierto por Constantino en el año 312, estaba a punto de cerrarse para siempre. No se cerró porque a la muerte de Juliano, en 363, los líderes [militares] eligieron como emperador, tras varias fluctuaciones, a cristianos en lugar de a paganos. A Joviano, que murió pronto, y luego a Valentiniano… por mil razones en las que la religión apenas intervenía. […] Sigue siendo cierto que el paréntesis cristiano estuvo a punto de cerrarse en el año 364… [A un emperador pagano] le habría bastado con abstenerse, con levantar la prohibición de los sacrificios [decretada por Constancio II, sucesor de Constantino] y no apoyar económicamente a la Iglesia, mientras que los ambiciosos habrían dejado de convertirse. Entonces el cristianismo habría vuelto a caer al nivel de una secta lícita».
Juan María Laboa sostiene la tesis contraria a la de Brown y a la de Veyne. Según este sacerdote e historiador «la expansión cristiana era imparable, tal como lo demostró la contraofensiva fracasada de Juliano el Apóstata. [...] El paganismo fue diluyéndose por decrépito y los nuevos ritos orientales, que hubieran podido sustituirlo, no consiguieron la fuerza suficiente. Sólo el cristianismo manifestó la creatividad, la pasión, la suficiente entrega al ideal y a la universalidad, factores singularmente eficaces para su triunfo final».
Una posición más cercana a la de Laboa que a la de Brown y Veyne es la que mantiene Ramón Teja. A la pregunta de «si hubiese durado más tiempo su reinado ¿habría logrado imponer sus ideales religiosos y filosóficos?» responde: «Se pueden plantear muchas dudas. El rétor Libanio, contemporáneo y admirador de Juliano, se lamentaba de que los cristianos le robaban los mejores discípulos: Basilio de Cesarea, Juan Crisóstomo, Anfiloquio de Iconio y tantos otros. Se ha aducido como una de las causas de la rápida implantación del cristianismo la política de atención social a los pobres de que hizo gala la nueva religión y la superioridad moral de sus dirigentes. Y así lo reconoció el propio Juliano en una famosa carta dirigida al sacerdote supremo de Galacia (Asia Menor) instándole a que los sacerdotes paganos imiten a los cristianos».
Averil Cameron se plantea la pregunta, pero no se pronuncia. Sólo comenta que «la ironía no estriba tanto en las causas que abrazó, ni en la situación histórica que provocó las dificultades, sino más bien en el propio carácter de Juliano y, sobre todo, en su inolvidable y enojosa combinación de altura de miras y arrogancia».

### Bibliografía adicional

Ioulianou autokratoros ta sozomena, 1696.